# ديب بيكر
ديب بيكر (بالإنجليزية: Deb Baker)‏ (1953، إسكانابا في الولايات المتحدة)؛ روائية أمريكية.